# Sugioka Daiki
Sugioka Daiki (杉岡 大暉 Sugioka Daiki, sinh ngày 8 tháng 9 năm 1998) là một cầu thủ bóng đá người Nhật Bản thi đấu ở vị trí hậu vệ cho Shonan Bellmare ở J2 League.

## Đội tuyển bóng đá quốc gia Nhật Bản
Sugioka Daiki thi đấu cho đội tuyển bóng đá quốc gia Nhật Bản từ năm 2019.

## Thống kê sự nghiệp
| Đội tuyển bóng đá Nhật Bản | Đội tuyển bóng đá Nhật Bản | Đội tuyển bóng đá Nhật Bản |
| Năm                        | Trận                       | Bàn                        |
| -------------------------- | -------------------------- | -------------------------- |
| 2019                       | 3                          | 0                          |
| Tổng cộng                  | 3                          | 0                          |